# Primo ministro dell'Albania
Il primo ministro dell'Albania (in albanese: Kryeministër i Shqipërisë), designato ufficialmente primo ministro della Repubblica d'Albania (Kryeministri i Republikës së Shqipërisë), è il capo del governo della Repubblica di Albania dal 1991. Essendo l'Albania una repubblica parlamentare, il primo ministro presiede il Consiglio dei ministri, che è il vero detentore del potere esecutivo nel paese.
Il 33° e attuale primo ministro è Edi Rama del Partito Socialista eletto il 23 giugno 2013 e ha iniziato il suo primo mandato quadriennale il 15 settembre 2013.

## Nomina

### Proposta
Il primo ministro albanese è nominato dal presidente della Repubblica all'inizio di ogni legislatura e ogni volta che il posto è vacante.
Il Capo dello Stato non è libero nella sua scelta, l'Articolo 96 della Costituzione lo obbliga a designare la persona proposta dal "partito o coalizione che detiene la maggioranza dei seggi in Assemblea".
Il candidato deve quindi presentare, entro dieci giorni, il programma e la composizione del suo governo ai deputati, quindi sollecitare la loro fiducia.

### In caso di fallimento
Se il primo ministro nominato non è investito, il presidente della Repubblica ne nomina uno nuovo entro dieci giorni. Se fallisce a sua volta, l'Assemblea deve eleggerne uno entro dieci giorni. Se non ci riesce, il capo dello Stato pronuncia lo scioglimento del Parlamento.

### Rifiuto di fiducia e voto di censura
Il primo ministro ha la possibilità di porre all'Assemblea una questione di fiducia. In caso di fallimento, i deputati devono eleggere un successore entro quindici giorni. Se non ci riescono, il presidente della Repubblica convoca elezioni parlamentari anticipate.
I membri hanno anche la possibilità di votare una mozione di censura, avviata da un quinto di loro. Se la mozione è approvata, devono eleggere un nuovo primo ministro entro due settimane. In caso di fallimento, l'Assemblea viene sciolta dal capo dello Stato.

## Competenze

### Propri poteri
Il primo ministro albanese presiede le riunioni di Gabinetto, assicurando l'attuazione delle leggi e delle decisioni approvate dal governo. Delinea e presenta le direzioni principali della politica generale dello Stato di cui è responsabile. Responsabile del coordinamento e della supervisione del lavoro dei ministri e di altri organi della pubblica amministrazione, è anche responsabile della risoluzione dei conflitti tra i membri dell'esecutivo.

### Relazioni con altre istituzioni
Propone al presidente della Repubblica di nominare e dimettere i rappresentanti diplomatici, il comandante delle forze armate, il capo dello stato maggiore e nominare il direttore dei servizi di intelligence dello Stato.
Su sua richiesta, l'Assemblea può riunirsi a porte chiuse o riunirsi in sessione straordinaria. È obbligato a rispondere alle domande dei deputati, ha il diritto di parlare ogni volta che lo chiede e tiene i parlamentari informati di qualsiasi firma di un impegno internazionale che non richieda la ratifica per legge.
Egli può presentare una petizione alla Corte costituzionale e rispondere per i suoi illeciti commessi alla Corte suprema.

## Giuramento
Prima di assumere il dovere, il primo ministro eletto è tenuto a prestare giuramento dinanzi al presidente, giurando fedeltà alla Costituzione. Il testo del giuramento nella sua forma albanese è sensibile al genere e tutti i sostantivi mantengono sempre una forma neutra. Il primo ministro eletto ha il seguente giuramento di ufficio, specificato dalla Costituzione:

## Titolari
L'ufficio del primo ministro è stato creato, nella sua forma attuale, con la fine del regime comunista, nel 1991. In precedenza, tra il 1944 e il 1991, il capo del governo portava il titolo di "Presidente del Consiglio dei ministri" (Kryetari i Këshillit të Ministrave). Tuttavia, durante la prima fase dell'indipendenza e sotto l'occupazione italiana, a partire dal 1914, esisteva già un "primo ministro".